# Белочи (река)
Белочи (Белуга, Белочка, Белокиша, Билочь, Белочь, Белочище, укр. Білоч) — река в Молдавии и на Украине (в пределах Кодымского района Одесской области). Левый приток Днестра (бассейн Чёрного моря).
Река Белочи берёт своё начало несколько севернее села Сербы. Течёт преимущественно на юг и (частично) на юго-запад. Впадает в реку Днестр близ села Белочи, расположенного в Рыбницком районе непризнанной Приднестровской Молдавской Республики.
Протяжённость реки составляет около 33 километров, из которых 23,7 километра она протекает по территории Украины. Русло реки умеренно извилистое. Долина узкая, глубокая, порезанная балками и оврагами; её склоны во многих местах крутые. Пойма местами односторонняя. В верховье Белочей сооружено несколько прудов.
Среднегодовой расход воды — 0,55 м³/сек.
Приток — Гоноровка.
В военной истории река Билочи стала известна после ряда боёв произошедших на её берегах в ходе Русско-турецкой войны 1735—1739 гг. между Русской императорской армией и турецко-татарским войском под предводительством Белгородского султана.